# Landtagswahlkreis Köln III
Der Landtagswahlkreis Köln III ist ein Landtagswahlkreis in Köln, der größten Stadt Nordrhein-Westfalens. Er umfasst den Stadtbezirk Ehrenfeld, vom Stadtbezirk Nippes die Stadtteile Nippes und Bilderstöckchen sowie vom Stadtbezirk Lindenthal die Stimmbezirke 30501, 30401 und 30402 des Stadtteils Braunsfeld.
Diese Einteilung hat der Wahlkreis seit der Landtagswahl 2022 inne, zuvor gehörten die drei Braunsfelder Stimmbezirke zum Wahlkreis Köln II. Bis 2005 umfasste der Wahlkreis Köln III den Stadtbezirk Lindenthal (heute Köln II). Das heutige Gebiet von Köln III entspricht dem damaligen Wahlkreis Köln IV.

## Landtagswahl 2022
Die Landtagswahl in Nordrhein-Westfalen 2022 fand am Sonntag, dem 15. Mai 2022, statt. Mit Arndt Klocke konnte erstmals ein Kandidat der Grünen den Wahlkreis direkt gewinnen. Zudem schaffte Jochen Ott, der bislang im Wahlkreis Köln V kandidiert hatte, erneut den Einzug über die Landesliste der SPD.
| Gegenstand der Nachweisung | Gegenstand der Nachweisung | Erst- stimmen | Erst- stimmen | Zweit- stimmen | Zweit- stimmen |
| Bewerber                   | Partei                     | Anzahl        | %             | Anzahl         | %              |
| -------------------------- | -------------------------- | ------------- | ------------- | -------------- | -------------- |
| Wahlberechtigte            | Wahlberechtigte            | 112.203       | 112.203       | 112.203        | 112.203        |
| Wähler                     | Wähler                     | 65.817        | 65.817        | 65.817         | 65.817         |
| Ungültige Stimmen          | Ungültige Stimmen          | 359           | 0,5           | 268            | 0,4            |
| Gültige Stimmen            | Gültige Stimmen            | 65.458        | 99,5          | 65.549         | 99,6           |
| davon                      |                            |               |               |                |                |
| Nathanael Liminski         | CDU                        | 9.020         | 13,8          | 10.600         | 16,2           |
| Jochen Ott                 | SPD                        | 16.973        | 25,9          | 15.163         | 23,1           |
| Maria Westphal             | FDP                        | 3.336         | 5,1           | 3.210          | 4,9            |
| Christer Cremer            | AfD                        | 1.861         | 2,8           | 1.806          | 2,8            |
| Arndt Klocke               | GRÜNE                      | 27.220        | 41,6          | 25.780         | 39,3           |
| Christian Köhler Pinzón    | DIE LINKE                  | 2.838         | 4,3           | 3.270          | 5,0            |
|                            | PIRATEN                    |               |               | 139            | 0,2            |
| Stefan Pott                | Die PARTEI                 | 1.457         | 2,2           | 1.045          | 1,6            |
| Ludwig Degmayr             | FREIE WÄHLER               | 381           | 0,6           | 294            | 0,5            |
|                            | BIG                        |               |               | 59             | 0,1            |
|                            | ÖDP                        | 138           | 0,3           |                |                |
|                            | Volksabstimmung            | 38            | 0,1           |                |                |
|                            | MLPD                       | 37            | 0,1           |                |                |
|                            | DIE VIOLETTEN              | 24            | 0,0           |                |                |
|                            | Gesundheitsforschung       | 45            | 0,1           |                |                |
|                            | ZENTRUM                    | 21            | 0,0           |                |                |
|                            | DKP                        | 36            | 0,1           |                |                |
| Wolfgang Pawlik            | dieBasis                   | 522           | 0,8           | 481            | 0,7            |
|                            | DSP                        |               |               | 28             | 0,1            |
| Yvonne Müller              | du.                        | 399           | 0,6           | 336            | 0,5            |
|                            | LIEBE                      |               |               | 69             | 0,1            |
|                            | FAMILIE                    | 70            | 0,1           |                |                |
|                            | neo                        | 20            | 0,0           |                |                |
|                            | Die Humanisten             | 104           | 0,2           |                |                |
|                            | PdF                        | 63            | 0,1           |                |                |
|                            | LfK                        | 65            | 0,1           |                |                |
|                            | Tierschutzpartei           | 575           | 0,9           |                |                |
|                            | Team Todenhöfer            | 206           | 0,3           |                |                |
| Philipp Juchem             | Volt                       | 1.317         | 2,0           | 1.827          | 2,8            |
| Andrea Capitain            | ÖkoLinX                    | 134           | 0,2           |                |                |

## Landtagswahl 2017
Wahltag zur Landtagswahl in Nordrhein-Westfalen 2017 war Sonntag, der 14. Mai 2017. Im Wahlkreis waren 106.858 Bürger wahlberechtigt. Das vorläufige Wahlergebnis lautet:
| Direktkandidat           | Partei         | Erststimmen in % | Zweitstimmen in % |
| ------------------------ | -------------- | ---------------- | ----------------- |
| Gabriele Hammelrath      | SPD            | 32,85            | 29,67             |
| Christoph Schmitz        | CDU            | 21,68            | 19,62             |
| Arndt Klocke             | GRÜNE          | 17,76            | 16,58             |
| Maria Westphal           | FDP            | 7,56             | 10,57             |
| Thomas Mitze             | PIRATEN        | 1,74             | 1,32              |
| Daniel Schwerd           | LINKE          | 9,83             | 12,07             |
| Bilgin Duman             | Die Partei     | 2,49             | 1,79              |
| Iris Dworeck-Danielowski | AfD            | 4,55             | 5,10              |
| Marcel Hövelmann         | Einzelbewerber | 1,54             | –                 |
| –                        | Übrige         | –                | 3,21              |

Neben der Wahlkreisabgeordneten Gabriele Hammelrath (SPD), die den Wahlkreis seit 2012 vertritt, wurden die Kandidaten der Grünen, Arndt Klocke, und der AfD, Iris Dworeck-Danielowski, über die Landeslisten ihrer Partei gewählt.

## Landtagswahl 2012
Wahltag zur Landtagswahl in Nordrhein-Westfalen 2012 war Sonntag, der 13. Mai 2012. Wahlberechtigt waren 103.876 Einwohner. Die Wahlbeteiligung betrug 59,5 Prozent.
| Direktkandidat      | Partei  | Erststimmen in % | Zweitstimmen in % |
| ------------------- | ------- | ---------------- | ----------------- |
| Niklas Kienitz      | CDU     | 17,2             | 13,7              |
| Gabriele Hammelrath | SPD     | 40,8             | 35,8              |
| Arndt Klocke        | GRÜNE   | 25,5             | 26,2              |
| Marlis Pöttgen      | FDP     | 3,6              | 6,2               |
| Michael Weisenstein | LINKE   | 4,3              | 4,4               |
| Daniela Kahrau      | PIRATEN | 8,6              | 9,3               |

## Landtagswahl 2010
Wahltag zur Landtagswahl in Nordrhein-Westfalen 2010 war Sonntag, der 9. Mai 2010. Wahlberechtigt waren 102.083 Einwohner. Die Wahlbeteiligung betrug 59,5 Prozent.
| Direktkandidat    | Partei         | Erststimmen in % | Zweitstimmen in % |
| ----------------- | -------------- | ---------------- | ----------------- |
| Ralph Elster      | CDU            | 22,0             | 20,0              |
| Martin Börschel   | SPD            | 37,7             | 32,5              |
| Arndt Klocke      | GRÜNE          | 25,2             | 26,8              |
| Robert Gaida      | FDP            | 2,7              | 4,7               |
| Sengül Senol      | LINKE          | 6,3              | 7,9               |
| Jörg Uckermann    | Pro NRW        | 3,0              | 2,7               |
| Michael Nolte     | PIRATEN        | 2,2              | 2,3               |
| Hamit Cicek       | BIG            | 0,3              | 0,4               |
| Stephan Hochstein | BüSo           | 0,2              | 0,1               |
| Andrea Capitain   | ÖkoLinX        | 0,2              | -                 |
| Hans Peter Weiß   | Einzelbewerber | 0,2              | -                 |
| -                 | Sonstige       | -                | 2,6               |

## Landtagswahl 2005
Wahlberechtigt waren 95.701 Einwohner.
| Direktkandidat       | Partei | Stimmen in % |
| -------------------- | ------ | ------------ |
| Martin Börschel      | SPD    | 40,1         |
| Julika Barthel       | CDU    | 28,3         |
| Arndt Klocke         | GRÜNE  | 18,6         |
| Marlis Pöttgen       | FDP    | 5,7          |
| Alexander Simon      | WASG   | 1,9          |
| Petra Henrich        | PDS    | 1,7          |
| Wolfgang Euskirchen  | GRAUE  | 1,5          |
| Hans-Martin Breninek | REP    | 0,8          |
| Norbert Klumpp       | NPD    | 0,8          |
| Andrea Capitain      | ÖkoLi  | 0,3          |
| Dieter Bäuerle       | BüSo   | 0,2          |